# Ghassan Tueni
Ghassan Gebran Tueni (ur. 5 stycznia 1926 w Bejrucie, zm. 8 czerwca 2012 w Bejrucie) – libański dziennikarz, polityk i dyplomata, mąż poetki Nadii Hamadeh Tueni, ojciec Gebrana Tueniego.
Ghassan Tueni urodził się w 1926 w Bejrucie. Był synem Gebrana Tueniego (Seniora), założyciela dziennika An-Nahar. Ukończył filozofię i nauki polityczne na Uniwersytecie Amerykańskim w Bejrucie, a następnie kontynuował studia na Uniwersytecie Harvarda. W 1948 objął po zmarłym ojcu kierownictwo nad An-Nahar.
W młodości związał się z Syryjską Partią Socjalno-Narodową, zaś w 1951 został jej pierwszym przedstawicielem w libańskim parlamencie, jednak w późniejszym czasie zerwał kontakty z nacjonalistami syryjskimi. W związku ze swoją działalnością polityczną przebywał w więzieniu. W latach 1970–1971 sprawował stanowisko wicepremiera. Kierował także kilkoma ministerstwami, m.in. pracy (1975-1976). Był również ambasadorem w Grecji. W 1977 prezydent Elias Sarkis mianował go przedstawicielem Libanu przy ONZ.
Na początku 2006 ponownie został deputowanym libańskiego parlamentu, zastępując swojego syna, Gebrana, zabitego w zamachu bombowym w grudniu poprzedniego roku. Ghassan Tueni przeżył także swoją żonę Nadię (zmarła na raka w 1983) oraz córkę Najlę i młodszego syna Makrama (zginęli w wypadku samochodowym w 1987).
W 2006 został nominowany do Nagrody Sacharowa. W 2009 otrzymał od prezydenta Michela Sulaimana Libański Order Zasługi. 